# Wewnątrzmaciczne obumarcie płodu
Wewnątrzmaciczne obumarcie płodu – zgon płodu następujący przed całkowitym jego wydaleniem lub wydobyciem z ustroju matki. Zakończenie ciąży wskutek obumarcia zarodka lub płodu przed 22. tygodniem ciąży określa się jako poronienie. Śmierć płodu na wczesnym etapie rozwoju z zatrzymaniem obumarłego płodu wewnątrz jamy macicy określa się jako poronienie chybione.

## Przyczyny
- infekcje bakteryjne i wirusowe,
- wady wrodzone płodu,
- cukrzyca lub nadciśnienie tętnicze u matki,
- urazy mechaniczne,
- choroby metaboliczne płodu,
- obrzęk płodu,
- ciąża wielopłodowa,
- ograniczony wewnątrzmaciczny rozwój płodu,
- czynniki łożyskowe (łożysko przodujące, niewydolność łożyska),
- konflikt serologiczny,
- nieznane.

Rzadko stosowanym określeniem na wewnątrzmaciczne obumarcie płodu z nieznanej przyczyny jest SADS – zespół nagłej śmierci przed urodzeniem (ang. sudden antenatal death syndrome).
Wewnątrzmaciczny zgon jednego z płodów jest jednym z powikłań, które częściej występują w ciąży wielopłodowej.

## Profilaktyka
Jest stosowana przed, jak i w trakcie ciąży u kobiet z grupy ryzyka. Najczęściej polega na ustabilizowaniu stanu zdrowia kobiet z chorobami przewlekłymi, takimi jak nadciśnienie tętnicze.